# Лиепайский порт

Пароход «Курск (пароход, 1910)» отправляется из Лиепайского порта в Нью-Йорк, 1920-е годы

Лиепайский порт (латыш. Liepājas osta) — порт в городе Лиепая, один из крупнейших портов Латвии. Лиепайский порт открыт для захода судов круглый год.
Состоит из трёх основных частей.
Зимняя гавань расположена в Торговом канале и служит стоянкой для небольших местных рыболовных судов, а также средних грузовых судов. К северу от Торгового канала находится основной район порта, отделённый от открытого моря молом; эта часть порта может принимать большие корабли и паромы. Далее к северу находится Тосмарская гавань (или Тосмарский канал), которая ранее была военной гаванью, а в настоящее время используется для ремонта судов и других коммерческих целей.
В Лаумовской части порта расположен Морской пассажирский терминал для приёма паромов.
Большой порт Лиепаи является крупным перевалочным пунктом: здесь перегружаются нефтепродукты, металл, лесные грузы, контейнеры, уголь, руда, химические грузы, металлолом. Грузооборот Большого Лиепайского порта по итогам первого полугодия 2011 года составил 3,4 млн тонн.

## Грузооборот порта
| год                | 2002 | 2003 | 2004 | 2005 | 2006 | 2007 | 2008 | 2009 | 2010 | 2011 | 2012 | 2013 | 2014 | 2015 | 2016 | 2017 | 2018 | 2019 | 2020 | 2021 | 2022 |
| ------------------ | ---- | ---- | ---- | ---- | ---- | ---- | ---- | ---- | ---- | ---- | ---- | ---- | ---- | ---- | ---- | ---- | ---- | ---- | ---- | ---- | ---- |
| Грузооборот, млн т | 4,7  | ▲4,9 | ▼4,5 | ▬4,5 | ▼4,0 | ▬4,0 | ▲4,2 | ▲4,4 | ▬4,4 | ▲4,9 | ▲7,4 | ▼4,8 | ▲5,3 | ▲5,6 | ▲5,7 | ▲6,6 | ▲7,5 | ▼7,3 | ▼6,6 | ▲7,0 | ▲7,6 |